# ويليام دبليو. كوهن
ويليام دبليو. كوهن (بالإنجليزية: William W. Cohen)‏ هو سياسي أمريكي، ولد في 6 سبتمبر 1874 في بروكلين في الولايات المتحدة، وتوفي في 12 أكتوبر 1940 في نيويورك في الولايات المتحدة. حزبياً، نشط في الحزب الديمقراطي. وقد انتخب عضو مجلس النواب الأمريكي.